# Mustjõe (Anija)
Mustjõe is een plaats in de Estlandse gemeente Anija, provincie Harjumaa. De plaats heeft de status van dorp (Estisch: küla).

## Bevolking
Het dorp had 28 inwoners op 31 december 2011 en 30 inwoners op 31 december 2021.

## Ligging
Mustjõe heeft een station aan de spoorlijn Tallinn - Narva. De rivier Mustjõgi stroomt door het dorp, terwijl de rivier Jänijõgi langs de zuidgrens van het dorp stroomt. Aan de overkant ligt Mägede in de gemeente Järva (provincie Järvamaa).